# Чуніховська Ірина Володимирівна
Ірина Володимирівна Чуніховська (* 16 липня 1967) — українська яхтсменка, бронзовий призер Олімпійських ігор, Майстер спорту міжнародного класу.
На Олімпійських іграх 1988 разом з Ларисою Москаленко виграла бронзову медаль в «класі 470».
Закінчила Дніпропетровський державний інститут фізкультури і спорту. Працює старшим тренером в одеській ДЮСШ № 13 та команді «Трансбункер».